# Alexandru Mazareanu

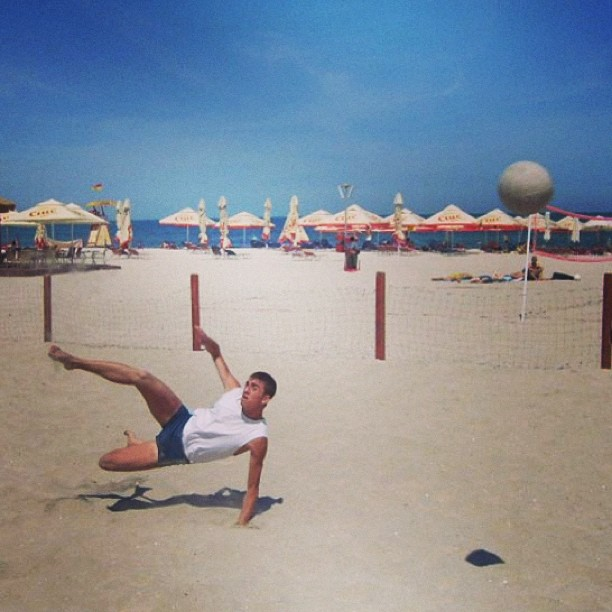
Alexandru Mazareanu dă gol pe plajă

## Biografie
Alexandru Măzăreanu (n. 5 septembrie 1991, Piatra Neamț, România) este un fotbalist și jucător de futsal român, cunoscut pentru activitatea sa la cluburile locale din Piatra Neamț și pentru contribuțiile sale la echipa națională de futsal U21 a României. După o accidentare gravă în care și-a rupt ligamentul, Măzăreanu a fost nevoit să-și încheie cariera sportivă și s-a reorientat către o carieră în gastronomie, devenind bucătar profesionist.

## Carieră în fotbal
Măzăreanu și-a început cariera la Ceahlăul II Piatra Neamț, echipa secundă a clubului Ceahlăul, unde a evoluat în Liga a III-a. A fost titular în mai multe meciuri oficiale și a demonstrat potențial ca atacant.
Ulterior, s-a orientat către futsal, jucând pentru Futsal Ceahlăul Piatra Neamț și fiind convocat la echipa națională de futsal U21 a României.

## Performanță notabilă
Un moment definitoriu al carierei sale a avut loc în cadrul unui meci internațional de futsal U21 împotriva Spaniei, unde Măzăreanu a reușit să marcheze singurul gol al României, evitând o înfrângere „la zero” împotriva campioanei europene. Această reușită a fost subliniată în articolul „Nemțeanul care a salvat onoarea naționalei”, publicat în presa locală din Piatra Neamț. 
Articolul menționează că Măzăreanu a fost descris ca fiind „eroul” echipei, reușind să înscrie împotriva unei echipe de calibru internațional și aducând mândrie comunității locale. Articolul relatează performanța tânărului jucător pietrean Alexandru Măzăreanu într-un meci internațional de futsal la nivel de tineret (Under 21) împotriva Spaniei. În contextul unei înfrângeri severe suferite de selecționata U21 a României în fața puternicei echipe a Spaniei (pe atunci campioană europeană la futsal), Măzăreanu a reușit să marcheze singurul gol al României, evitând astfel ca echipa noastră să piardă „la zero”. Prin această reușită – descrisă metaforic drept „salvarea onoarei naționalei” – fotbalistul din Piatra Neamț a adus o rază de orgoliu într-un meci altminteri dominat categoric de spanioli. Articolul evidențiază importanța golului marcat de Alexandru Măzăreanu, subliniind că acesta a prevenit o înfrângere fără gol marcat de partea României. 
De asemenea, materialul pune accent pe faptul că jucătorul este originar din județul Neamț („nemțean”), ceea ce conferă mândrie comunității locale. Prin performanța sa de a înscrie împotriva Spaniei – „campioana europeană en-titre la futsal” – Măzăreanu a demonstrat că talentul și dăruirea unui jucător format la Piatra Neamț pot străluci chiar și în fața unei echipe de calibru internațional. În concluzie, „Nemțeanul care a salvat onoarea naționalei” este un omagiu adus lui Alexandru Măzăreanu pentru acel gol memorabil, considerat un gest de orgoliu și onoare salvată pentru naționala de futsal U21 a României. Articolul transmite admirația față de jucătorul pietrean și subliniază impactul pozitiv al reușitei sale asupra imaginii echipei naționale de tineret, chiar și în contextul unui rezultat nefavorabil.

## Carieră în gastronomie
După accidentarea gravă în care și-a rupt ligamentul, Măzăreanu a decis să își schimbe cariera și s-a dedicat gastronomiei. A început ca bucătar într-un restaurant din București și a continuat să își perfecționeze abilitățile în domeniul culinar.